# Screen Actors Guild Award voor een uitstekende prestatie door een stuntteam in een film
De Screen Actors Guild Award voor een uitstekende prestatie door een stuntteam in een film (Engels: Outstanding Performance by a Stunt Ensemble in a Motion Picture) wordt sinds 2007 uitgereikt. Het stuntteam van The Bourne Ultimatum mocht de prijs als eerste in ontvangst nemen.

## Winnaars en genomineerden
De winnaars staan bovenaan in vette letters. De overige films die werden genomineerd staan eronder vermeld in alfabetische volgorde.

### 2007-2009
- 2007 (14e): The Bourne Ultimatum
  - 300
  - I Am Legend
  - The Kingdom
  - Pirates of the Caribbean: At World's End
- 2008 (15e): The Dark Knight
  - Hellboy II: The Golden Army
  - Indiana Jones and the Kingdom of the Crystal Skull
  - Iron Man
  - Wanted
- 2009 (16e): Star Trek
  - Public Enemies
  - Transformers: Revenge of the Fallen

### 2010-2019
- 2010 (17e): Inception
  - Green Zone
  - Robin Hood
- 2011 (18e):  Harry Potter and the Deathly Hallows part 2
  - The Adjustment Bureau
  - Cowboys & Aliens
  - Transformers: Dark of the Moon
  - X-Men: First Class
- 2012 (19e): Skyfall
  - The Amazing Spider-Man
  - The Bourne Legacy
  - The Dark Knight Rises
  - Les Misérables
- 2013 (20e): Lone Survivor
  - All Is Lost
  - Fast & Furious 6
  - Rush
  - The Wolverine
- 2014 (21e): Unbroken
  - Fury
  - Get on Up
  - The Hobbit: The Battle of the Five Armies
  - X-Men: Days of Future Past
- 2015 (22e): Mad Max: Fury Road
  - Everest
  - Furious 7
  - Jurassic World
  - Mission: Impossible – Rogue Nation
- 2016 (23e): Hacksaw Ridge
  - Captain America: Civil War
  - Doctor Strange
  - Nocturnal Animals
  - Jason Bourne
- 2017 (24e): Wonder Woman
  - Baby Driver
  - Dunkirk
  - Logan
  - War for the Planet of the Apes
- 2018 (25e): Black Panther
  - Ant-Man and the Wasp
  - Avengers: Infinity War
  - The Ballad of Buster Scruggs
  - Mission: Impossible – Fallout
- 2019 (26e): Avengers: Endgame
  - Ford v Ferrari
  - The Irishman
  - Joker
  - Once Upon a Time in Hollywood

### 2020-2029
- 2020 (27e): Wonder Woman 1984
  - Da 5 Bloods
  - Mulan
  - News of the World
  - The Trial of the Chicago 7
- 2021 (28e): No Time to Die
  - Black Widow
  - Dune
  - The Matrix Resurrections
  - Shang-Chi and the Legend of the Ten Rings
- 2022 (29e): Top Gun: Maverick
  - Avatar: The Way of Water
  - The Batman
  - Black Panther: Wakanda Forever
  - The Woman King
- 2023 (30e): Mission: Impossible – Dead Reckoning Part One
  - Barbie
  - Guardians of the Galaxy Vol. 3
  - Indiana Jones and the Dial of Destiny
  - John Wick: Chapter 4
- 2024 (31e): The Fall Guy
  - Deadpool & Wolverine
  - Dune: Part Two
  - Gladiator II
  - Wicked